# 푸리족
푸리(펀자브어: ਪੁਰੀ)는 펀자브 지역의 크샤트리야 자티인 카트리의 분파로, 고대 인도아리아인 부족인 푸루족의 후손이다.

## 같이 보기
- 푸루족